# Salar de Púlar
Salar de Púlar är en saltslätt i Chile, på gränsen till Argentina. Den ligger i den norra delen av landet, 1 100 km norr om huvudstaden Santiago de Chile.